# Moby Fantasy
Cet article concerne le ferry racheté en 1992. Pour le nouveau navire réceptionné en 2023, voir Moby Fantasy (ferry de 2023).
Le Moby Fantasy est un ferry de la compagnie de navigation italienne Moby Lines. Construit de 1974 à 1976 aux chantiers Union Naval de Levante de Valence pour la compagnie nationale espagnole Trasmediterranea, il portait à l'origine le nom de Manuel Soto. Mis en service en mai 1976 entre l'Espagne continentale et les îles Canaries, il est à l'époque, avec son jumeau le J.J. Sister, l'un des car-ferries les plus modernes et les plus luxueux de la Méditerranée. Vendu en 1992 à l'armateur italien Moby Lines, il est renommé Moby Fantasy et affecté dans un premier temps entre l'Italie continentale et la Corse puis vers la Sardaigne. Premier navire à arborer les couleurs de Moby Lines, succédant à l'ancienne Navarma Lines, il naviguera pour celle-ci jusqu'à son retrait du service à l'issue de la saison estivale 2012. À la fin de l'année 2013, il est échoué sur les plages d'Aliağa en Turquie et démoli.

## Histoire

### Origines et construction
Depuis les années 1960, le tourisme vers les îles Canaries connaît un développement constant. Profitant du monopole du pavillon en vigueur sur les lignes maritimes intérieures espagnoles ainsi que d'un service subventionné par l'État, la compagnie publique Trasmediterranea se constitue durant toute la seconde partie de la décennie une flotte de car-ferries afin d'absorber efficacement le flux de passagers accompagnés de véhicules. Cependant, l'augmentation croissante du trafic peine à être captée malgré les moyens mis en œuvre et au début des années 1970, la compagnie prend la décision de faire construire une nouvelle paire de navire jumeaux, bien plus performants que leurs prédécesseurs.
Passée le 20 septembre 1971 aux chantiers Union Naval de Levante, la commande porte sur deux car-ferries jumeaux de 140 mètres surnommés Tiburón (signifiant « requin » en espagnol). Capables de transporter 1 080 passagers séparés en deux classes, ils pourront également embarquer 320 véhicules sur deux niveaux de garages. Afin de réduire les temps de traversée, notamment à destination des Canaries, leur vitesse est fixée à 23 nœuds. Les aménagements intérieurs sont également prévus pour être fonctionnels et luxueux, ainsi, chaque classe dispose de son propre bar et restaurant, mais certains espaces tels qu'une piscine ou un salon de lecture seront exclusifs à une classe. Celles-ci, dénommés Preferente et Turista, occupent respectivement un pont et demi et deux ponts et demi. 
Le conseil d'administration de Trasmediterranea décide de baptiser le second navire du nom de Manuel Soto, en hommage à Don Manuel Soto Redondo, membre de ce conseil depuis plus de 40 ans. Sa construction débute à Valence le 13 février 1974 et le car-ferry est lancé le 15 février 1975 en présence des héritiers de la couronne espagnole, le prince Juan Carlos et son épouse Sophie de Grèce qui baptisent ensemble le navire. Une fois les finitions terminées et après avoir réalisé une série de trois essais en mer, le Manuel Soto est livré à Trasmediterranea le 9 avril 1976.

### Service

#### Trasmediterranea (1976-1992)
Le 11 avril 1976, le Manuel Soto quitte Valence pour rejoindre Palma de Majorque. Avant même qu'il ne commence son service commercial vers les Canaries, la compagnie décide de l'utiliser afin de renforcer les lignes vers les Baléares, saturées en raison de la semaine sainte. Le navire effectue ainsi son voyage inaugural le soir même entre Palma et Barcelone. Le 12 avril, alors qu'il est sur le point d'entamer son deuxième voyage depuis la capitale catalane, une forte détonation suivie d'un black-out survient juste après que le car-ferry ait démarré ses moteurs. Un incendie se déclare également dans la salle de contrôle. Les 1 050 passagers et les 120 membres de l'équipage sont immédiatement évacués sans qu'il n'y ait de blessés à déplorer. Le Manuel Soto est, pour sa part, immobilisé pendant un mois et réparé aux chantiers Nuevo Vulcano de Barcelone.
Une fois les travaux de remise en état terminés, Trasmediterranea décide de faire naviguer le car-ferry sur quelques voyages supplémentaires vers les Baléares afin d'évaluer son bon fonctionnement. Le Manuel Soto reprend ainsi son service le 16 mai vers Majorque. Il rejoint par la suite son sister-ship sur les lignes des Canaries. Un seul navire étant suffisant pour assurer le service en hiver, le Manuel Soto retourne périodiquement sur les Baléares en basse saison.
Le 8 janvier 1978, au cours d'une traversée entre Cadix et les Canaries, le navire est ébranlé par une secousse alors qu'il naviguait à 22 nœuds au large de Casablanca. Immédiatement après, les moteurs principaux subissent une surcharge et la vitesse tombe à 18 nœuds. Après vérification, l'équipage constate que le Manuel Soto a heurté de plein fouet une baleine bleue qui est restée accrochée au bulbe d'étrave. Le commandant ordonne alors l'arrêt des moteurs afin de vérifier l'état de l'animal, mais celui-ci a été tué sur le coup. L'ordre est donné d'inverser les moteurs afin de dégager le cétacé qui est abandonné sur place. 
En plus de ses traversées régulières, le car-ferry a été utilisé par deux fois afin d'effectuer des mini-croisières en Méditerranée occidentale, comme pour le réveillon de Noël de 1981 mais aussi en octobre 1983.
Le 15 décembre 1983, Manuel Soto est le premier navire à rétablir la connexion hebdomadaire entre Majorque et Minorque supprimée en 1977 à la suite de la réforme du maillage inter-îles des Baléares. Il desservira la ligne régulièrement jusqu'à son remplacement par les navires de la série Canguro.
En 1985, le Manuel Soto et son jumeau bénéficient d'importants travaux de rénovation consistant notamment en l'ajout de sanitaires dans l'intégralité des cabines.
En novembre de cette même année, les Tiburón inaugurent le nouveau service hebdomadaire de Trasmediterranea au départ de l'Italie vers les Baléares et les Canaries. La ligne se révèlera toutefois déficitaire et sera fermée en mai 1986. Le Manuel Soto retourne par la suite entre Cadix et les Canaries.
Le 27 juin 1989, un nouvel incendie se déclare au niveau du tableau électrique de la salle des machines. Cet incident provoque l'immobilisation du navire et fait chuter l'offre vers les Canaries de 50%. Trasmediterranea atténuera cependant les conséquences de cette panne en mettant en place un partenariat avec des compagnies aériennes afin de proposer la combinaison des services aériens et maritimes, ce qui rencontrera un certain succès. Une fois remis en état, le Manuel Soto reprend ses traversées habituelles.
Le 9 février 1992, le navire est vendu pour 16 millions de dollars à l'armateur italien Navarma Lines.

#### Moby Lines (1992-2013)
Livré le 11 février 1992 à son nouveau propriétaire, le navire est rebaptisé Moby Fantasy. Après quelques transformations, incluant notamment la livrée caractéristique de l'armateur représentant une baleine bleue, le navire est stationné à Gênes où il sert d'hôtel flottant entre mai et août puis rejoint Livourne où il est utilisé dans le même but à partir de septembre. Le car-ferry est ensuite mis en service le 25 février 1993 entre l'Italie et la Corse.
Premier navire acquis par Navarma depuis l'accident tragique du Moby Prince survenu en avril 1991 et qui avait entraîné la mort de 140 personnes, le Moby Fantasy symbolise le nouveau départ de la compagnie. Il est aussi le premier navire à arborer la marque Moby Lines, nouvelle identité de l'armateur désireux d'effacer le mauvais souvenir de la catastrophe s'étant jouée deux ans auparavant. 
En 1997, Moby Lines fait l'acquisition du jumeau du Moby Fantasy, l'ex-J.J. Sister qui prend le nom de Moby Magic. Les deux sister-ships, de nouveau réunis dans la flotte du même armateur navigueront ainsi de concert sur les différents axes vers la Sardaigne ou la Corse. La carrière du Moby Magic est cependant interrompue prématurément lorsque celui-ci s'échoue non loin d'Olbia le 11 septembre 2003. Sévèrement endommagé, il sera démoli deux ans plus tard après que Moby ait prélevé à bord des pièces de rechange destinées à son jumeau.
En 1998, le Moby Fantasy est transféré sur les lignes entre l'Italie continentale et la Sardaigne.
En 2006, le navire est repeint aux nouvelles couleurs de Moby avec une livrée représentant sur sa coque divers personnages issus de l'univers des Looney Tunes.
C'est également cette année là que le 21 juin, alors que le car-ferry s'apprête à quitter le port d'Olbia pour rejoindre Livourne, une erreur de navigation lui fait heurter le ferry rapide Nuraghes de la compagnie Tirrenia. La violence du choc arrache l'étrave du Moby Fantasy et endommage son bulbe d'étrave ainsi que l'aileron de manœuvre bâbord au niveau de la passerelle. Le Nuraghes, lui, est éventré au niveau de son garage inférieur. Par chance, aucun des deux navires n'a reçu de dommage significatif sous la ligne de flottaison et tous leurs passagers et membres d'équipage sont sains et saufs.
Peu après l'accident, le Moby Fantasy est conduit aux chantiers Palumbo de Messine. Les restes de son étrave sont découpés et celle-ci est entièrement refaite. À l'occasion, le navire bénéficie d'autres modifications importantes telles que la réfection du bulbe d'étrave, qui est désormais plus imposant mais aussi l'ajout d'une contre-carène sur ses flancs, visant à augmenter sa stabilité. Les travaux, d'un coût total de 5 millions d'euros, se poursuivent jusqu'aux alentours de mars 2007 et le navire retrouve ses lignes habituelles à partir de l'été.
Peu avant la saison estivale 2008, la décoration intérieure du navire est modernisée. Les locaux communs ainsi que les cabines bénéficient d'un rafraîchissement les rendant plus agréables qu'à l'origine.
À partir de 2011, le Moby Fantasy est remplacé sur sa ligne habituelle par le Moby Corse. Sans affectation, il est affrété en juillet par les autorités italiennes afin de participer à l'évacuation de clandestins africains sur l'île de Lampedusa. Durant tout l'été, le navire achemine des réfugiés vers les ports de Porto Empedocle, Palerme, Catane, Cagliari, Sorrente, Naples et Gênes. En plus de transporter le flux de clandestins, il transporte également les corps de ceux qui ont péri en mer. Démis de ses fonctions le 1er octobre, il reste stationné à Porto Empedocle jusqu'au 23 novembre puis rejoint ensuite Gênes où il est désarmé.

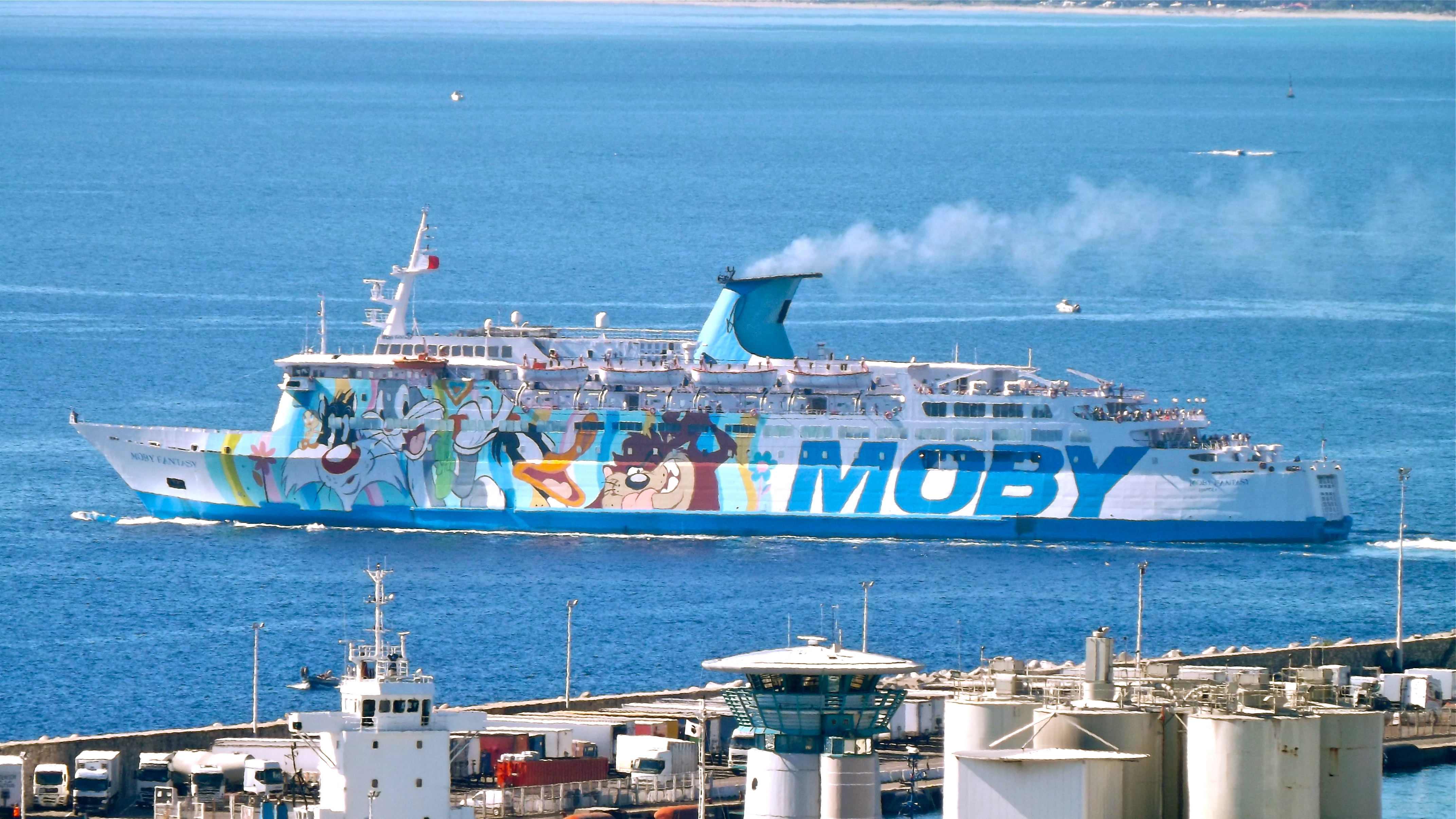
Le Moby Fantasy à Bastia durant l'été 2012.

En 2012, le Moby Fantasy est choisi par Moby Lines pour assurer la ligne Gênes - Bastia durant l'été en remplacement du Moby Wonder et du Moby Freedom respectivement redéployé sur la Sardaigne et cédé. Le 2 septembre, le navire arrive à Gênes et achève sa toute dernière traversée commerciale.
Prévu pour être remplacé sur cet axe par le Moby Corse pour l'été 2013, le car-ferry se retrouve une nouvelle fois sans affectation. N'ayant plus aucun avenir au sein de la compagnie, il prend la route de Malte au mois de mai et est désarmé à La Valette en attendant d'être fixé sur son sort. Il est finalement vendu à la démolition à la fin de l'année, après avoir quitté Malte en remorque le 6 décembre, il est échoué sur les plages d'Aliağa en Turquie le 20 décembre puis démantelé en quelques mois. Près de dix ans plus tard, le nom Moby Fantasy sera attribué au nouveau navire amiral de Moby Lines construit par les chantiers chinois GSI et mis en service au mois de juin 2023 sur les lignes reliant le continent italien et la Sardaigne.

## Aménagements
Le Moby Fantasy possédait 10 ponts. À l'époque espagnole, ils étaient désignés à partir du pont 7 jusqu'au pont 2 par ordre alphabétique de A à F. Plus tard, cette dénomination sera abandonnée et la numérotation commerciale des ponts concordera avec le nombre total d'étages. Les locaux des passagers occupaient la totalité des ponts 5, 6 et 7 ainsi que la partie avant du pont 2. Ceux de l'équipage se situaient sur le pont 8 et les ponts 3 et 4 étaient consacrés au garage.

### Locaux communs
À l'époque du Manuel Soto, les passagers étaient séparés en deux classes, la classe Preferente et la classe Turista. La première, plus raffinée, occupait la totalité du pont 7, et l'arrière du pont 6 tandis que la seconde s'étendait sur la partie avant du pont 6, la totalité du pont 5 ainsi que l'avant du pont 2. 
Les passagers de la classe Preferente avaient à leur disposition un confortable bar-salon de 184 places, une salle à manger de 96 couverts, un salon de lecture et une véranda sur le pont 6 ainsi qu'un bar extérieur avec piscine sur le pont 7. Les passagers de la classe Turista disposaient quant à eux d'un bar de 225 places, d'un self-service de 300 places, d'une véranda et d'un salon TV, le tout situé sur le pont 6.
Lorsque le navire rejoint la flotte de Moby Lines, la séparation des classes est abandonnée. Les installations sont pour la plupart conservées, à l'exception du salon de lecture qui est supprimé pour permettre l'agrandissement du restaurant. Ces locaux verront leur décoration modernisée à plusieurs reprises tout en gardant leur disposition originale.

### Cabines
Le Moby Fantasy possédait 208 cabines privatives internes et externes pouvant accueillir 2 à 4 personnes situées sur les ponts 7, 5 et 2. 176 d'entre elles étaient pourvues de sanitaires complets comprenant douche, WC et lavabo. Quelques cabines avec lavabo étaient situées au pont 2 sous les garages et des cabines plus spacieuses étaient présentes à l'avant du pont 7.
À l'époque du Manuel Soto, les cabines du pont 7 étaient réservées à la classe Preferente tandis que celles des ponts 5 et 2 abritaient les passagers de la classe Turista. À l'origine, seules les cabines de la classe Preferente disposaient de sanitaires, il faudra attendre 1985 pour que celles de la classe Turista en soient équipées (à l'exception des cabines du pont 2).

## Caractéristiques
Le Moby Fantasy mesurait 140,82 m de long pour 22,51 m de large, son tonnage était à l'origine de 9 120 UMS mais sera porté à 13 284 UMS en 2006. Le navire avait à sa mise en service une capacité 1 080 passagers et est pourvu d'un garage pouvant accueillir 320 véhicules répartis sur 2 niveaux. La capacité commerciale sera par la suite portée à 1 200 passagers et 400 véhicules en 1992. Le garage était à l'origine accessible par trois portes rampes, une située à l'arrière et deux à l'avant de chaque côté du navire. Les portes latérales avant seront cependant condamnée en 1992. La propulsion était assurée par quatre moteurs diesels Wärtsilä MAN-Bazan V6V40/45 développant une puissance de 19 710 kW entraînant deux hélices à pas variable faisant filer le bâtiment à une vitesse de 23,5 nœuds. Le Moby Fantasy possédait six embarcations de sauvetage ouvertes de taille taille moyenne, complétées par deux embarcation de secours de petite taille et un canot semi-rigide. En plus de ces principaux dispositifs, le navire disposait de plusieurs radeaux de sauvetage à coffre s'ouvrant automatiquement au contact de l'eau. Le navire était doté d'un propulseur d'étrave facilitant les manœuvres d'accostage et d'appareillage.

## Lignes desservies
Le Manuel Soto a commencé sa carrière en assurant les lignes de Trasmediterranea entre le continent espagnol et les îles Baléares entre Barcelone et Palma de Majorque. Il a ensuite rejoint peu de temps après son jumeau entre Barcelone, Cadix et les îles Canaries. Le prolongement de la ligne jusqu'à Barcelone sera par la suite supprimée. En basse saison, le navire desservait de temps à autre les Baléares. En 1983, il rouvre les lignes inter-îles entre Minorque et Majorque avant de céder sa place à d'autres navires de la flotte. En novembre 1985, il est affecté à une nouvelle ligne entre Gênes, Palma de Majorque, Malaga, Cadix et les îles Canaries avant que l'axe ne soit clôturé, entraînant son retour entre Cadix et les Canaries.
À partir de 1993, le navire est affecté pour le compte de Moby Lines entre l'Italie continentale et la Corse, tout d'abord entre Gênes et Bastia puis au départ de Livourne à partir de l'été 1997. Transféré sur la Sardaigne en 1998, il sert dans un premier temps sur la ligne Livourne - Olbia puis sur Civitavecchia - Olbia à partir de 2005 jusqu'en 2010 (avec toutefois une interruption en 2006 en raison de son accident). Il naviguera une dernière fois entre Gênes et Bastia durant l'été 2012 avant d'être retiré du service.